# جوزيف لينكه
جوزيف لينكه (بالألمانية: Joseph Linke)‏ هو ملحن نمساوي، ولد في 8 يونيو 1783 في Żmigród ‏ في بولندا، وتوفي في 26 مارس 1837 في فيينا في النمسا.